# Marie d’Agoult

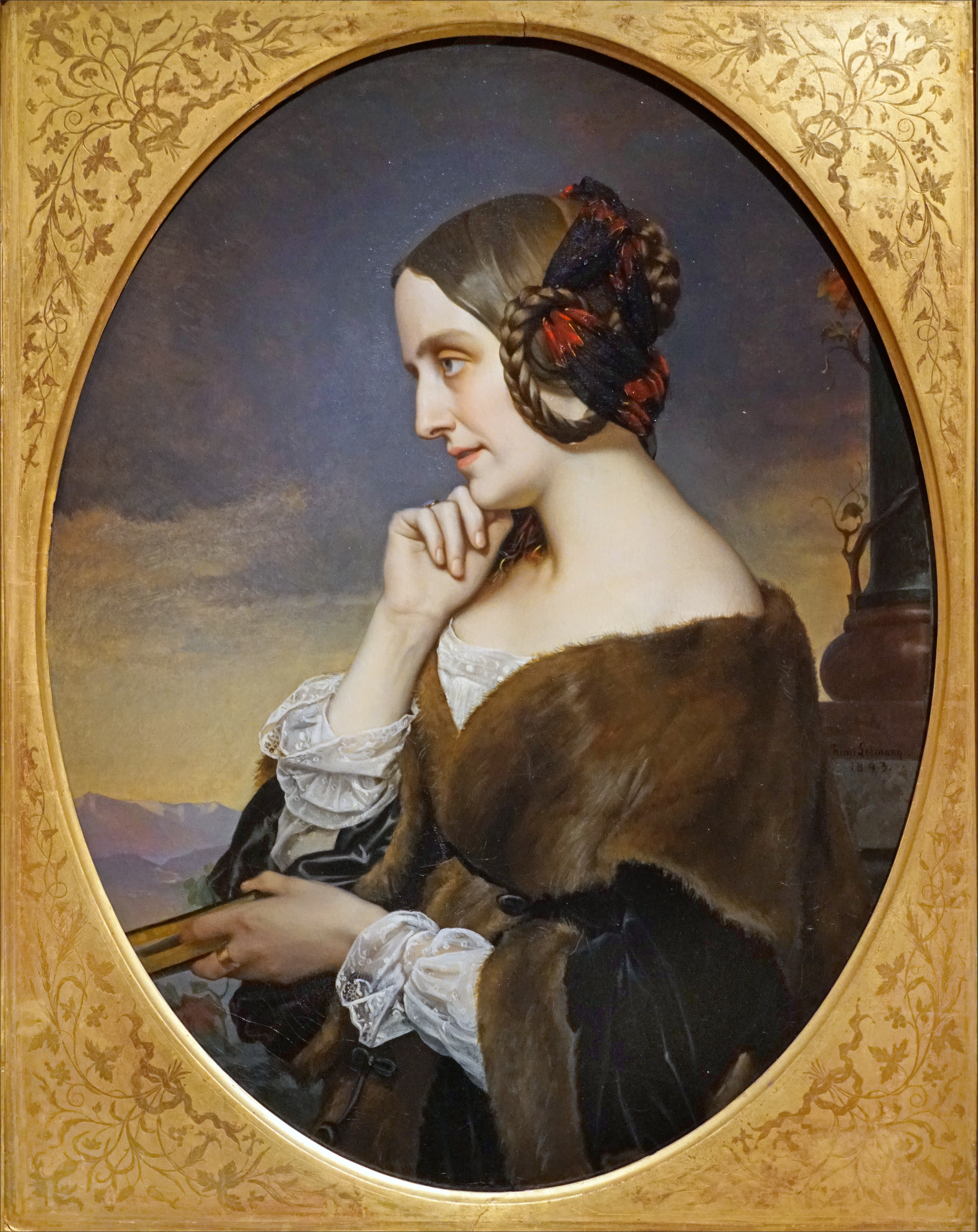
Marie d’Agoult, Gemälde von Henri Lehmann

Marie Catherine Sophie de Flavigny, verheiratete Comtesse d’Agoult (* 31. Dezember 1805 in Frankfurt am Main; † 5. März 1876 in Paris), war zu Lebzeiten unter dem Pseudonym Daniel Stern als Schriftstellerin bekannt. Ihre Geschichte der Revolution von 1848 zählt nach Einschätzung mancher noch heute zum Besten, was darüber geschrieben wurde. In der Gegenwart kennt man sie jedoch vor allem wegen ihrer Beziehung und den drei gemeinsamen Kindern mit Franz Liszt. Die gemeinsame Tochter Cosima heiratete 1857 Liszts Schüler, den Pianisten und späteren Dirigenten Hans von Bülow, und 1870 schließlich den Komponisten Richard Wagner.
Marie d’Agoult hatte Beziehungen mit vielen bedeutenden Persönlichkeiten des 19. Jahrhunderts, setzte sich über gesellschaftliche Zwänge ihrer Zeit hinweg und entwickelte als Journalistin trotz ihrer aristokratischen Herkunft eine kritische Haltung. Sie kann heute als frühes Beispiel für die Emanzipation der Frau betrachtet werden.

## Leben

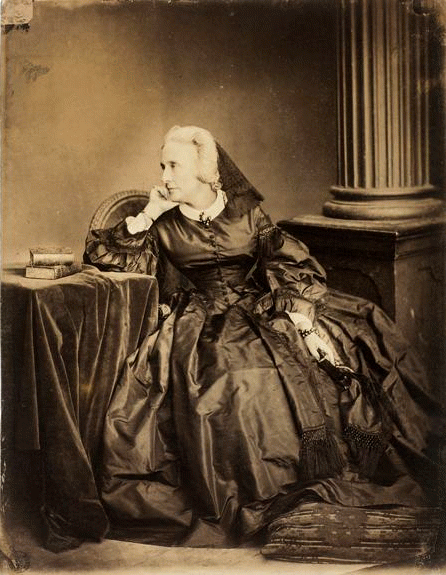
Marie d’Agoult, nach einer Photographie von Adam-Salomon, 1861.

Marie de Flavigny wurde in Frankfurt als Tochter des emigrierten französischen Aristokraten Alexander Victor François de Flavigny (1770–1819) und seiner Frau Maria Elisabeth Bethmann (1772–1847) geboren. Aus einer ersten Ehe der Mutter mit dem jung verstorbenen Bankier Johann Jakob Bußmann (1756–1791) stammte die Halbschwester Auguste Bußmann (1791–1832), die von 1807 bis 1814 mit dem Dichter Clemens Brentano (1778–1842) verheiratet war.
Ihre Erziehung erhielt Marie de Flavigny unter anderem in einer französischen Klosterschule, die von den Dames du Sacré-Cœur in Paris geleitet wurde. Sie heiratete am 16. Mai 1827 Charles Louis Constant d’Agoult, Comte d’Agoult (1790–1875) und wurde so zur Comtesse d’Agoult.  Das Ehepaar d’Agoult hatte zwei Töchter, Louise, die schon im Alter von sechs Jahren starb (1828–1834), und Claire (1830–1912). Im Dezember 1832 lernte sie bei einem Hauskonzert der Marquise Le Vayer in Paris den 21-jährigen gefeierten Klaviervirtuosen Franz Liszt kennen und war von seiner Persönlichkeit fasziniert. Sie wurde seine Geliebte. Im Juni 1835 verließ sie Ehemann und Tochter und reiste nach Basel, wo sie Liszt erwartete. Von dort reisten sie durch die Schweiz und ließen sich schließlich in Genf nieder. Am 18. Dezember 1835 gebar sie eine Tochter, Blandine Liszt. In Genf begann auch eine Freundschaft mit George Sand, welche schon vorher mit Liszt befreundet gewesen war. Die Beziehung der beiden Frauen wurde jedoch im Laufe der Jahre schwierig.
Im Oktober 1836 kehrte Marie mit Liszt nach Paris zurück. Sie gründete dort einen literarischen Salon, in dem sich nicht nur bedeutende Schriftsteller, sondern auch Musiker, Philosophen, Historiker, Maler und Politiker trafen. Auch George Sand war einige Zeit bei ihr zu Gast. Diese revanchierte sich mit einer Einladung auf ihr Landgut Nohant, wo das Paar drei Monate verlebte. Frédéric Chopin widmete Marie d’Agoult seine 1837 publizierten Etüden op. 25, die er in den Jahren 1832 bis 1836 komponiert hatte. Es wird berichtet, dass Marie beachtliche Fertigkeiten im Klavierspiel besaß.
Im Juli 1837 brach das Paar von dort zu einer Reise über Lyon und Genf nach Italien auf, wo Marie die bedeutenden Bauten und Kunstwerke, insbesondere in Como, Mailand, Venedig, Florenz und Rom, kennenlernte. Die hochbegabte Frau schrieb Reiseberichte und Musikkritiken (diese zum Teil unter Liszts Namen) und entwickelte dabei ihre journalistischen Fähigkeiten. Während Liszt seine enorme Karriere als Klaviervirtuose in ganz Europa ausbaute, was mit einem „normalen“ bürgerlichen Leben unvereinbar war, kehrte Marie nach Paris zurück. Im April 1844 brach sie schließlich die Beziehung zu Liszt ab. Dennoch gab es weitere Treffen.
Sie sah nun ihre Bestimmung in der Schriftstellerei und wählte dafür nach ihrem Sohn Daniel als Pseudonym den Namen Daniel Stern. In ihrem neugegründeten Salon in Paris versammelte sie Menschen, die nicht nur in Literatur und Kunst, sondern auch in der Politik eine Rolle spielten oder später spielen sollten. Es zeichnete sich ab, dass sich die Zeiten des monarchischen Königtums in Frankreich dem Ende zuneigten. Marie lernte so einige Personen, die im Vorfeld der Revolution von 1848 eine Rolle spielten, persönlich kennen. Darauf gründete sich ihr bekanntestes Werk als Historikerin.
Besonderen Einfluss hatte die Begegnung mit Georg Herwegh, der mit seiner Frau Emma und Arnold Ruge 1843 von Deutschland nach Paris ins Exil gezogen war. Marie schrieb zwei Artikel über Herwegh. Trotz verschiedener politischer Einstellungen kamen sich die beiden wohl auch persönlich nahe, denn Marie fühlte sich nach der Trennung von Liszt „frei“.
Vermutlich durch Emma Herwegh lernte Marie auch die Freiheitsbewegung in Italien kennen, die schließlich zum Risorgimento führte. Sie unterhielt eine Korrespondenz mit Giuseppe Mazzini, dessen Briefe manchmal in ihrem Salon vorgelesen wurden.
Aus der Beziehung mit Liszt stammten nach Blandine zwei weitere Kinder: Cosima de Flavigny (* 24. Dezember 1837) und Daniel Liszt, der im Alter von 20 Jahren starb.
Blandine (1835–1862) heiratete später den französischen Staatsmann Émile Ollivier, starb jedoch bereits „im ersten Wochenbette und hinterließ einen Knaben, dessen Erziehung einer ausgezeichneten deutschen Dame, Marie Pfau, der Schwester Ludwig Pfau’s, anvertraut ist“, wie 1869 der Pariser Korrespondent der Wiener Neuen Freien Presse an das von Moritz Hartmann (einem Freund der Pfaus) redigierte Blatt in einem ausführlichen biographischen Artikel über Ollivier berichtete. Cosima war ab 1857 mit Hans von Bülow und ab 1870 mit Richard Wagner verheiratet.
Liszt bestand darauf, dass seine Kinder in Paris nicht von ihrer Mutter erzogen werden sollten, sondern von seiner Mutter. Lange Zeit durfte Marie keinen Kontakt mit ihren Kindern haben.
Marie d’Agoult schildert ihre Beziehung zu Liszt in ihrem autobiographischen Roman Nélida, einem Anagramm ihres Pseudonyms Daniel (1846). Honoré de Balzac stellte sie, kaum verschlüsselt, in seinem Roman Béatrix dar. Er hatte von George Sand intime Informationen über Marie erhalten, was zu einem Zerwürfnis zwischen den beiden rivalisierenden Frauen führte. Marie sah sich negativ bewertet und denunziert.
Marie d’Agoult wurde eine bedeutende Schriftstellerin des politischen Liberalismus in Frankreich. Revolutionen sah sie kritisch an, ebenso die damalige katholische Kirche. In ihren frühen Jahren hing sie dem Royalismus an. Später wandelte sie sich zur Republikanerin. Ihre Gesinnung blieb jedoch idealistisch. Gebildete, fähige Menschen sollten die Gesellschaft dienend führen.
Marie d’Agoult schrieb zahlreiche Zeitungsartikel zu kulturellen und politischen Themen, ab 12. Dezember 1841 unter dem Namen Daniel Stern. Sie unternahm viele Reisen in Europa und wechselte häufig ihre Wohnungen.
Sie starb in Paris am 5. März 1876 und wurde auf dem Friedhof Père-Lachaise beigesetzt.

## Werk
Erste Erzählungen ab 1845. Ihr bekanntestes Werk, die Geschichte der Revolution von 1848 (Histoire de la Révolution de 1848) erschien, wie die meisten ihrer Werke, unter dem Pseudonym Daniel Stern 1851 bis 1853 in drei Bänden.
- Nélida, Amyot, Paris 1846. Text online auf Gallica.
- Lettres républicaines, Amyot, Paris 1848. Text online auf Gallica.
- Esquisses morales et politiques, Pagnerre, Paris 1849. Text online auf Gallica.
  - deutsch: Moralische Skizzen und Reflexionen, Reichhardt & Zander, Berlin 1862.
- Trois journées de la vie de Marie Stuart, 1856.
- Florence et Turin: études d'art et de politique 1857-1861, Michel Lévy, Paris 1862. Text online auf Gallica.
- Essai sur la liberté considérée comme principe et fin de l’activité humaine, Michel Lévy, Paris 1863. Text online auf Gallica.
- Dante et Goethe, Didier, Paris 1866. Text online auf Gallica.
- Histoire des commencements de la république aux Pays-Bas, M. Lévy frères, Paris 1872. Text online auf Gallica.
- Mes souvenirs, 1806–1833, Calmann-Lévy, Paris 1880. Text auf Wikisource.
- Mémoires (1833-1854), Calmann-Lévy, Paris 1927.

Quellen
- Marcel Herwegh, Au Printemps des Dieux, correspondance inédite de la comtesse Marie d’Agoult et du poète Georges Herwegh, Paris, Gallimard, 1929.
- Correspondence avec Liszt, hrsg. von D. Ollivier, 2 Bände, Paris 1933–1935.
- Franz Liszt, Briefe an Marie Gräfin d’Agoult, Hrsg. Daniel Ollivier, Fischer, Berlin 1933.
- Correspondance Franz Liszt avec Marie d’Agoult, Hrsg. Serge Gut und Jacqueline Bellas, Fayard, Paris 2001. ISBN 2-213-61010-X.
- Correspondance générale 1821–1836, Hrsg. Charles F. Dupêchez, Bd. 1, Champion, Paris 2003. ISBN 2-7453-0860-2.
- Correspondance générale, 1837 – octobre 1839, Hrsg. Charles F. Dupêchez, Bd. 2, Champion, Paris 2004. ISBN 2-7453-0972-2.
- Correspondance générale, Novembre 1839–1841, Hrsg. Charles F. Dupêchez, Bd. 3, Champion, Paris 2005. ISBN 2-7453-1081-X.
- Correspondance générale, 1842 – mai 1844 et suppléments 1830–1841, Hrsg. Charles F. Dupêchez, Bd. 4, Champion, Paris 2012. ISBN 978-2-7453-2357-6.
- Correspondance Marie d’Agoult et George Sand, Hrsg. Charles F. Dupêchez, Bartillat, Paris 1995. ISBN 2-84100-045-1.